# Friedrichsberg (Niederbayern)
Der niederbayerische Friedrichsberg ist ein 930 m ü. NHN hoher Berg im südlichen Bayerischen Wald zwischen den Ortschaften Breitenberg und Wegscheid im Landkreis Passau unweit der Grenze zu Oberösterreich.
Auf seinem Gipfel steht seit einigen Jahren ein Aussichtsturm, der ein umfassendes Panorama nach allen Richtungen ermöglicht, an klaren Tagen bei Föhneinfluss reicht die Sicht bis zur Alpenkette vom Toten Gebirge bis zum Kaisergebirge. Der Friedrichsberg kann über mehrere Wanderwege in kurzer Zeit von den umliegenden Dörfern und Weilern bestiegen werden.